# Saint-Phal

Saint-Phal este o comună în departamentul Aube din nord-estul Franței. În 1 ianuarie 2022 avea o populație de 517 de locuitori.